# Johannes Remmers

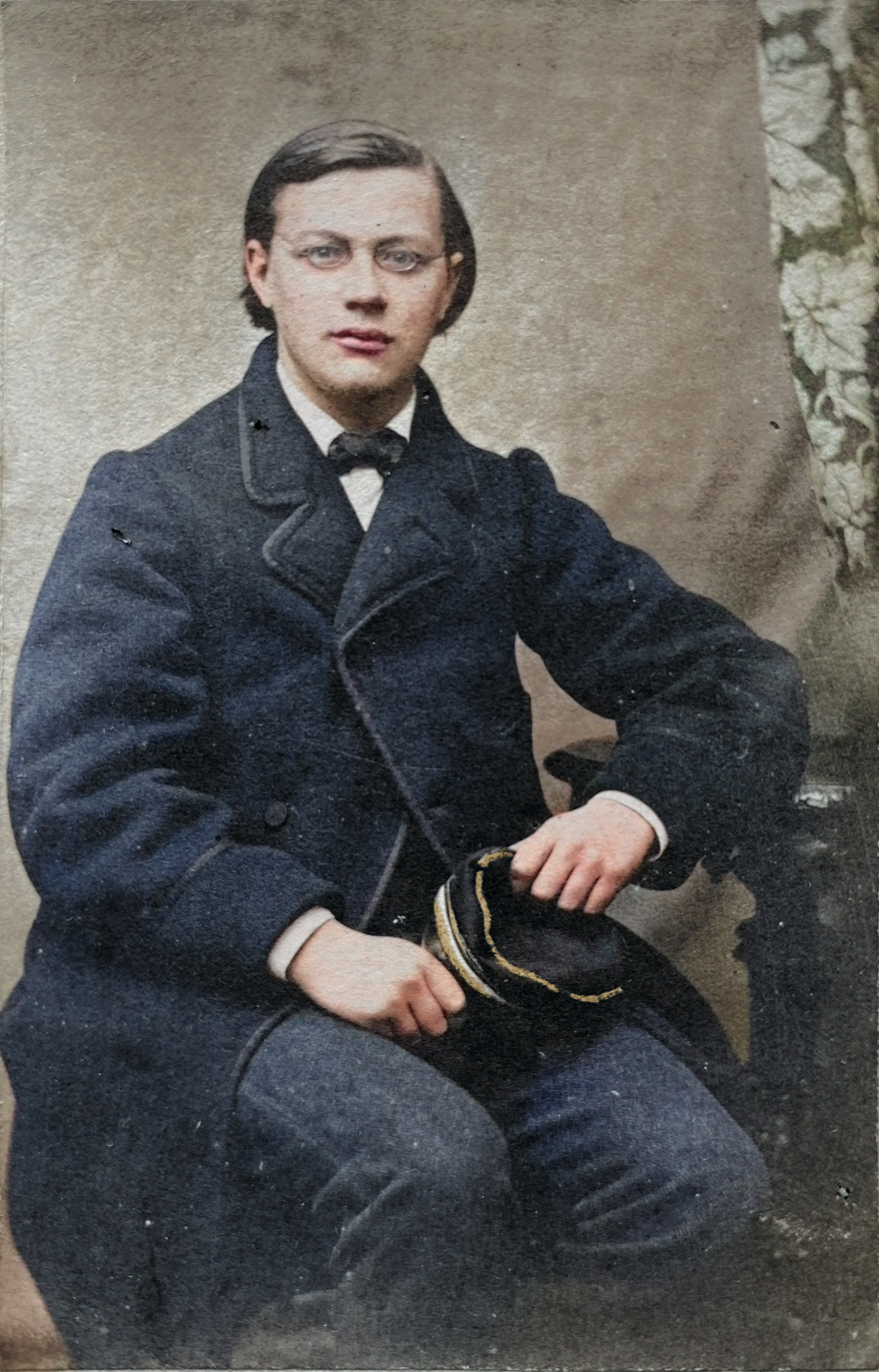
Johannes Remmers als Student, koloriert

Johannes Friedrich Wilhelm Remmers (* 5. Februar 1842 in Aurich; † 27. Dezember 1918) war ein deutscher lutherischer Theologe, Konsistorialrat und Generalsuperintendent der Generaldiözese Bremen-Verden.

## Leben
Remmers, Sohn  eines Aktuars, studierte Theologie in Erlangen und Göttingen. Er wurde Mitglied der Wingolfsverbindungen in Erlangen und Göttingen. 1872 wurde er  Pastor in Roggenstede, 1877 Pastor in Engerhafe, 1895 Superintendent in Willershausen, 1900 erster Pastor an der Dreifaltigkeitskirche und Superintendent in Hamburg-Harburg. Von 1904 bis 1913 war Remmers Generalsuperintendent der Generaldiözese Bremen-Verden mit Amtssitz in Hannover.
Von 1900 bis zur Auflösung des Stader Konsistoriums 1902 war er dort auftragsweise geistliches Mitglied. 1904 wurde er Mitglied des Konsistoriums in Hannover, aus dem er 1913 mit seiner Zurruhesetzung ausschied. Von 1905 bis 1918 gehörte er auch dem Landeskonsistorium an.